# Hewitt-Sperry Automatic Airplane
Le Hewitt-Sperry Automatic Airplane était l'un des deux projets conçus aux États-Unis pendant la Première Guerre mondiale pour le développement d'une « torpille aérienne » — aussi appelée « bombe volante », ou « avion sans pilote » —, capable d'emporter une charge explosive vers sa cible. Il peut être considéré comme l'un des précurseurs des missiles de croisière actuels. L'autre projet était celui désigné Liberty Eagle, qui donna naissance au Kettering Bug.

## Historique

### Conception et développement
Avant la Première Guerre mondiale, la possibilité d'utiliser la radio pour contrôler un avion à distance intrigua de nombreux inventeurs. L'un d'eux, Elmer Ambrose Sperry, parvint à susciter l'intérêt de l'US Navy. Sperry perfectionnait le fonctionnement des gyroscopes à usage naval depuis 1896 et établit la Sperry Gyroscope Company en 1910. En 1911, alors que les avions ne volaient que depuis huit ans, Sperry devint attiré par l'idée d'appliquer la radiocommande à ces engins. Il réalisa alors que pour que le contrôle par radio puisse être efficace, il fallait que l'appareil soit impérativement doté d'un système de stabilisation automatique. Il décida alors d'adapter ses stabilisateurs gyroscopiques navals — initialement utilisés sur des destroyers — sur des avions.
En 1913, la Navy fournit un hydravion pour tester et évaluer le pilote automatique à gyroscopes de Sperry. Lauwrence, le fils de Sperry, servit comme ingénieur pendant tout la phase d'essais. En 1914, Lawrence Sperry se rendit en Europe et observa les techniques de guerre aérienne alors en développement, incluant l'utilisation d'avions. En 1916, les Sperry — père et fils — rejoignirent Peter Cooper Hewitt, un ancien inventeur de systèmes liés au domaine de la radio, afin de développer un avion sans pilote bourré d'explosifs.
Elmer Sperry et Peter Hewitt servirent ensemble au Naval Consulting Board (en), où ils furent tous deux membres du Committee on Aeronautics and Aeronautical Motors. Grâce à ces connexions, ils furent en mesure d'amener un représentant du Bureau of Ordnance, le Lieutenant T. S. Wilkinson, à examiner l'équipement de contrôle qu'ils avaient assemblé,. Le système consistait en un stabilisateur gyroscopique, un gyroscope directionnel, un baromètre anéroïde pour contrôler l'altitude, des servomoteurs pour le contrôle de la gouverne de lacet et des ailerons, et un système pour le contrôle à distance, qui permettait de calculer une distance en comptant le nombre de tours effectués par l'hélice. Le tout pouvait être installé à bord d'un avion, qui pouvait être catapulté ou décoller depuis la surface de l'eau, grimper vers une altitude prédéterminée, voler selon une route préétablie, puis après un certain temps de vol larguer ses bombes ou plonger sur sa cible. Wilkinson rapporta que l'arme ne possédait pas un degré de précision suffisant pour détruire un navire, mais qu'en raison de sa portée de 80 à 160 km, il pourrait intéresser l'US Army.

### Construction
Toutefois, après la déclaration de guerre des États-Unis à l'Allemagne, en avril 1917, Sperry commença à faire pression sur la Navy pour qu'elle réétudie l'idée. Le Naval Consulting Board lui apporta son soutien et demanda formellement au Secrétaire de la Marine d'allouer une somme de 50 000 dollars aux travaux. Le Gouvernement inclut ensuite le développement de la bombe volante ou de la torpille aérienne dans ses préparatifs. Le Sénat vint à établir deux classes différentes pour ce type d'arme : une pour les engins pilotés à distance, l'autre pour les engins entièrement automatiques. L'accord final vint le 17 mai 1917, et la Navy accepta de fournir cinq hydravions Curtiss N-9 — un chiffre plus tard porté à sept appareils — et d'acheter six exemplaires du système de contrôle automatique Sperry. Le Secrétaire de la Marine Josephus Daniels accepta d'investir 200 000 dollars dans le projet, l'argent étant administré par le Bureau of Ordnance, le Bureau of Construction and Repair et le Bureau of Engineering. L'opération fut établie à Copiague, à Long Island, dans l'État de New York.
L'équipement de pilotage automatique avait déjà été conçu, mais le système de contrôle par radio n'avait pas encore été totalement développé. Sperry se focalisa alors sur ce sujet — Alors que les hangars étaient en cours de construction à Copiague —, achetant les droits de nombreux brevets d'inventions liées à la radio. Mais finalement, les systèmes de radiocommande ne furent pas utilisés pour le Hewitt-Sperry Automatic Airplane. Plus tard, en 1922, le système fut installé sur plusieurs avions conçus par Alfred Verville, ainsi que de l'équipement pour la division d'ingénierie des Army Air Services. Ces avions réussirent à atteindre leurs cibles à des distances de 48, 96 et 145 km.

### Essais en vol
Les premiers essais d'un avion équipé d'un pilotage automatique se déroulèrent en septembre 1917, avec toutefois un homme à bord pour contrôler l'avion pendant les phases de décollage. En novembre, le système permit de faire voler l'avion vers sa cible à une distance de 48 km (30 miles), où le système de mesure de la distance commanda le largage d'un sac de sable. La précision était dans les trois kilomètres de la cible.
Après avoir observé les essais en vol, le rear admiral Ralph Earle (en) proposa un programme visant à éliminer la menace représentée par les U-Boots allemands, dans lequel un des éléments était l'emploi de bombes volantes, lancées depuis des navires de la Marine, pour l'attaque de bases sous-marines à Wilhelmshaven, Cuxhaven et Heligoland. Finalement, l'idée d'Earle fut non-seulement rejetée, mais la Navy déclara également que, même si le développement du système devait continuer, aucune ressource de production ne serait détournée pour cet usage, et l'appareil n'entra jamais en production. L'idée semble toutefois avoir été intéressante, puisqu'en septembre 1944, pendant la Seconde Guerre mondiale, un B-24 modifié en drone attaqua les installations sous-marines à Heligoland.

## Curtiss-SperryFlying Bomb
Lorsque le programme d'essais en vol du N-9 fut lancé, il devint apparent qu'une cellule plus efficace était nécessaire. Comme les livraisons de matériels de guerre ne pouvaient pas être détournées, une commande spéciale urgente fut passée auprès de Curtiss, en octobre 1917, pour six avions de conception particulière, avec une masse à vide de 227 kg, une vitesse maximale de 140 km/h, une distance franchissable de 80 km et la capacité à emporter jusqu'à 454 kg d'explosifs,. Ces aéronefs devinrent connus sous le nom de Curtiss-Sperry Flying Bombs. Comme ces appareils avaient été conçus pour être télécommandés, ils ne furent pas équipés de siège ou même de commandes de vol internes. Aucun test en vol ou essai en soufflerie ne fut effectué avant la mise en production du modèle, dont le premier exemplaire fut livré le 10 novembre.
L'un des défis les plus difficiles pour les concepteurs fut le mécanisme de lancement. Le concept original imaginé par Hewitt et Sperry employait une catapulte ou faisait partir l'avion de la surface de l'eau (Les N-9 étaient des hydravions, alors que le Flying Bomb était un avion classique). Pour le Flying Bomb, il fut décidé de lancer l'appareil en le faisant glisser le long d'un grand câble. En novembre et décembre 1917, trois tentatives de lancement du Flying Bomb furent effectuées. Lors de la première, une aile fut endommagée lorsque l'avion descendit le long du câble et lors de la deuxième, l'avion se sépara du câble mais replongea immédiatement vers le sol. L'idée du câble fut alors abandonnée en faveur d'une catapulte plus conventionnelle consistant en un chariot glissant sur un rail de 50 mètres et une force de catapultage obtenue grâce à une masse de trois tonnes larguée depuis une hauteur de dix mètres. Lors du troisième essai, l'avion resta planté sans suivre le chariot, ce qui endommagea l'hélice, et il bascula sur son nez. Lors de deux essais supplémentaires, en janvier 1918, l'avion parvint enfin à prendre son envol, mais sa queue était trop lourde et il décrocha immédiatement, les vols se terminant alors par un crash.
Il fut réalisé que quelques évaluations en vol des performances et des capacités de l'avion étaient nécessaires. Un des exemplaires fut alors équipé de patins faisant office de train d'atterrissage, d'un siège et d'un manche à balai basique, puis Lawrence Sperry décida qu'il serait son pilote d'essai. Alors qu'il était au roulage sur la glace, il percuta une zone de neige molle et détruisit l'avion, échappant toutefois indemne de la mésaventure. Un deuxième avion fut modifié et Sperry parvint à prendre l'air, mais perdit le contrôle lorsque le pilote automatique fut activé. Après deux tonneaux complets, Sperry parvint à reprendre le contrôle de l'avion et à atterrir en sécurité. Toutefois, une attention plus poussée sur les essais en vol du concept de base était nécessaire, en particulier pour ce qui était de ses caractéristiques de manœuvrabilité. Sperry et son assistant, N. W. Dalton, obtinrent une automobile Marmon et installèrent le Flying Bomb dessus. Sperry et son équipe conduisirent cet assemblage particulier sur le Long Island Motor Parkway (en) à une vitesse de  130 km/h et ajustèrent les commandes de vol sur les réglages qui leur semblaient optimaux. La conception du fuselage fut au passage légèrement modifiée, celui étant allongé de 60 centimètres.
La Marmon fut non-seulement un excellent moyen d'ajuster les commandes de vol, mais il fut également remarqué qu'elle ferait une très bonne plateforme de lancement, idée qui fut mise en application dès le 6 mars 1918. L'avion se sépara proprement de la voiture et réalisa un vol stable sur 910 mètres pour lesquels l'équipement de mesure de distance avait été étalonné,. Pour la première fois dans l'Histoire, un appareil sans pilote commandé à distance avait réalisé un vol contrôlé.
La performance, toutefois, ne put pas être réalisée à nouveau, et il était globalement estimé que la route était trop chaotique pour y entreprendre ce genre d'expériences. La Marmon fut équipée de roues pour chemin de fer et une portion désaffectée de la Long Island Railroad, à six kilomètres à l'est de Farmingdale, toujours dans l'État de New York, fut remise en service. Lors du premier essai, avant que la vitesse de vol ait été totalement atteinte, l'avion avait produit déjà suffisamment de portance pour soulever les roues avant du véhicule hors des rails, ce qui se termina une nouvelle fois par un crash. Il devint alors temps de repenser le système de catapulte et, afin d'aider à sa conception, Sperry et Hewitt engagèrent un jeune et prometteur ingénieur, nommé Carl Norden. Le premier essai avec le nouveau système se déroula en août 1918, et il se termina lui-aussi par un crash. Deux essais supplémentaires furent effectués, avec l'ensemble de stabilisation qui avait été conçu pour le Flying Bomb remplacé par le système à quatre gyroscopes utilisé plus tôt pour les tests du N-9, mais le résultat fut encore une grosse déception, avec de très courts vols se terminant invariablement par des crashes. Lors du dernier essai, le 26 septembre, le Flying Bomb grimpa d'un coup sur environ une centaine de mètres, puis entra en vrille à plat et s'écrasa. Ce vol fut le dernier pour le Curtiss-Sperry Flying Bomb, toutes les cellules disponibles pour les essais ayant alors été réduites en miettes par les crashes successifs qu'elles avaient enduré. De plus, il ne restait plus aucune confiance de la part des concepteurs et ingénieurs envers ce système. Sperry et Hewitt retournèrent aux travaux sur le N-9.

## Retour duN-9
Les Sperry construisirent un tunnel aérodynamique au Washington Navy Yard et menèrent une série de tests sur le N-9, fignolant sa conception. Le 17 octobre, un N-9 sans pilote fut lancé à l'aide du nouveau système de catapulte de Norden. Il décolla proprement des rails, prit de l'altitude en douceur et vola avec un écart de seulement 2° de la route prévue. L'équipement de mesure de distance avait été paramétré pour un vol de 13 km, mais avait quelque peu mal fonctionné. Lorsqu'il fut aperçu pour la dernière fois, le N-9 volait en régime de croisière au-dessus de Bayshore Air Station, à une altitude de 1 200 m et faisant cap vers l'est. Il ne fut jamais revu après.
Malgré le succès du fonctionnement de l'équipement de stabilisation, la Navy émettait toujours des doutes au sujet du programme, et elle demanda à Carl Norden de passer en revue les composants du Sperry et de recommander des améliorations. La Navy était à ce moment-là satisfaite du projet et était en train d'envisager l'achat de tels équipements sur sa décision propre, à part des Sperrys. Elmer Sperry tenta de raviver l'enthousiasme à nouveau, appelant le concept de bombe volante « le canon du futur ». Ce fut toutefois peine perdue. La Première Guerre mondiale se termina lorsque l'Armistice fut signé, le 11 novembre 1918. Presque une centaine de vols avaient été effectués dans le N-9, mais presque tous ces vols avaient été réalisés avec un pilote de sécurité (en) à bord. La Navy prit le contrôle total du programme de Sperry, sonnant la fin du Hewitt-Sperry Automatic Airplane.

## Programmes suivants
Pendant les années de l'immédiat après-guerre, l'US Navy supporta des programmes similaires. Pour le premier d'entre eux, des avions Witterman-Lewis et des gyrostabilisateurs conçus par Norden furent utilisés, mais les résultats ne furent pas meilleurs que ceux obtenus par les Sperry. En 1921, le programme fut réorienté pour se focaliser sur sa partie radiocommande. L’équipement de contrôle fut développé au laboratoire radio de la base aéronavale d'Anacostia (NAS Anacostia, qui devint plus tard le Naval Research Laboratory). Les tests débutèrent en 1923 et furent plutôt réussis, mais l'intérêt envers le système avait disparu et le projet fut abandonné en 1925. Il fallut attendre plus d'une décennie avant que la Marine américaine décide de reprendre sérieusement le développement de drones-cibles et d'avions sans pilotes.

## Spécifications techniques (Curtiss-SperryFlying Bomb)
Données de Parsch 2005.
Caractéristiques générales
- Équipage : aucun (appareil sans pilote)
- Longueur : 4,6 m
- Envergure : 7,6 m
- Masse à vide : 230 kg
- Masse typique : 680 kg
- Moteur : 1   moteur V8 Curtiss OX-5 (en) de 100 ch (75 kW)

 Performances 
- Vitesse maximale : 145 km/h
- Distance franchissable : 80 km

Armement

- 454 kg d'explosifs

Avionique

- Système de gyrostabilisation et de commande à distance conçu par Sperry